# Pavillon noir (album)
Pour les articles homonymes, voir Pavillon noir.
Albums de Soldat Louis
Première bordée Auprès de ma bande
Pavillon noir, sorti en 1990, est le deuxième album du groupe Soldat Louis.

## Liste des chansons
| No  | Titre                                                              | Auteur                      | Durée |
| --- | ------------------------------------------------------------------ | --------------------------- | ----- |
| 1.  | Savannah (d'après À bord de L'Étoile Matutine de Pierre Mac Orlan) | Gary Wicknam                | 3:29  |
| 2.  | Bohémiens                                                          | Gary Wicknam                | 3:42  |
| 3.  | Juste une gigue en do                                              | Gary Wicknam                | 3:19  |
| 4.  | Frères du port                                                     | Gary Wicknam / Soldat Louis | 3:52  |
| 5.  | Survivre en ennemis                                                | Gary Wicknam                | 3:09  |
| 6.  | Oh mama oh                                                         | Gary Wicknam                | 3:09  |
| 7.  | C'est un pays                                                      | Gary Wicknam                | 3:58  |
| 8.  | Pavillon noir                                                      | Gary Wicknam                | 4:43  |
| 9.  | The show must go on                                                | Gary Wicknam / Soldat Louis | 4:01  |
| 10. | Song for Marco                                                     | Gary Wicknam                | 3:50  |
| 11. | Sur ma tombe                                                       | Gary Wicknam                | 3:30  |
| 12. | Gigue à Caraquet (instrumental)                                    |                             | 2:48  |

## Crédit

### autour de l'album
- 1990 - CBS
- Référence : B12472
- Éditeur : Sony Music
- Label : Déclic Communication (Globe Music)

### autour des musiciens
- Serge Danet alias Soldat Louis
- Renaud Detressan alias Gary Wicknam

## Sources
- Livret de l'édition CD de l'album